# Acacia kelleri
Acacia kelleri — вид квіткових рослин з родини бобових. Ареал: Австралія (Північна територія, Західна Австралія).

## Середовище
Зростає на скелястих уступах і кам'янистих руслах струмків, що ростуть у скелетних ґрунтах над пісковиками.

## Біоморфологічна характеристика
Дерево або кущ відкрито розгалужений, тонкий і часто плакучий, зазвичай досягає висоти від 1,5 до 7 метрів і має тріщинисту кору сірого кольору. Від світло- до темно-коричневого забарвлення гілочки округлі в перерізі та шерстисті. Скупчені та випростані філодії мають форму від лінійної до вузьколанцетної; вони прямі або злегка вигнуті, у довжину від 1 до 2,5 сантиметрів, ушир від 0,7 до 2,5 міліметрів. Цвіте з березня по жовтень, утворюючи жовті квітки. Щільні квіткові колоси мають довжину від 1,3 до 4,5 см. Стручки до ≈ 11 см завдовжки, 3–5 мм завширшки, шорсткі, червоно-бурі, поздовжньо-смугасті, голі, рідше запушені, смоляні. Насіння поздовжнє, 4,5–6 мм завдовжки, блискуче, від темно-коричневого до чорного кольору.